# Kanton Pont-Hébert
Der Kanton Pont-Hébert ist seit 2015 ein französischer Wahlkreis im Arrondissement Saint-Lô im Département Manche in der Region Normandie; sein Hauptort ist Pont-Hébert.

## Gemeinden
Der Kanton besteht aus 26 Gemeinden und Gemeindeteilen mit insgesamt 15.972 Einwohnern (Stand: 1. Januar 2022) auf einer Gesamtfläche von 285,70 km²:
| Gemeinde                | Einwohner 1. Januar 2022 | Fläche km² | Dichte Einw./km² | Code INSEE | Postleitzahl |
| ----------------------- | ------------------------ | ---------- | ---------------- | ---------- | ------------ |
| Airel                   | 527                      | 10,17      | 52               | 50004      | 50680        |
| Amigny                  | 153                      | 3,69       | 41               | 50006      | 50620        |
| Bérigny                 | 442                      | 12,15      | 36               | 50046      | 50810        |
| Carentan-les-Marais     | 607                      | 27,13      | 22               | 50099      | 50620        |
| Cavigny                 | 268                      | 6,78       | 40               | 50106      | 50620        |
| Cerisy-la-Forêt         | 1.014                    | 23,81      | 43               | 50110      | 50680        |
| Couvains                | 577                      | 15,03      | 38               | 50148      | 50680        |
| Graignes-Mesnil-Angot   | 800                      | 18,35      | 44               | 50216      | 50620        |
| La Meauffe              | 998                      | 10,22      | 98               | 50297      | 50880        |
| Le Dézert               | 605                      | 14,58      | 41               | 50161      | 50620        |
| Le Mesnil-Rouxelin      | 470                      | 4,74       | 99               | 50321      | 50000        |
| Le Mesnil-Véneron       | 108                      | 2,86       | 38               | 50324      | 50620        |
| Moon-sur-Elle           | 779                      | 9,84       | 79               | 50356      | 50680        |
| Pont-Hébert             | 1.902                    | 29,84      | 64               | 50409      | 50880        |
| Rampan                  | 227                      | 4,09       | 56               | 50423      | 50000        |
| Saint-André-de-l’Épine  | 553                      | 7,24       | 76               | 50446      | 50680        |
| Saint-Clair-sur-l’Elle  | 973                      | 7,99       | 122              | 50455      | 50680        |
| Saint-Fromond           | 749                      | 15,52      | 48               | 50468      | 50620        |
| Saint-Georges-d’Elle    | 378                      | 8,96       | 42               | 50473      | 50680        |
| Saint-Georges-Montcocq  | 983                      | 8,94       | 110              | 50475      | 50000        |
| Saint-Germain-d’Elle    | 209                      | 8,87       | 24               | 50476      | 50810        |
| Saint-Jean-de-Daye      | 645                      | 4,24       | 152              | 50488      | 50620        |
| Saint-Jean-de-Savigny   | 422                      | 7,58       | 56               | 50491      | 50680        |
| Saint-Pierre-de-Semilly | 428                      | 4,59       | 93               | 50538      | 50810        |
| Tribehou                | 511                      | 9,97       | 51               | 50606      | 50620        |
| Villiers-Fossard        | 644                      | 8,52       | 76               | 50641      | 50680        |
| Kanton Pont-Hébert      | 15.972                   | 285,70     | 56               | 5018       | –            |

1. ↑   Nur die Fläche der ehemaligen Gemeinde Montmartin-en-Graignes, der Rest gehört zum Kanton Carentan-les-Marais.

## Veränderungen im Gemeindebestand seit der landesweiten Neuordnung der Kantone
2019: Fusion Brucheville (Kanton Carentan), Carentan-les-Marais (Kanton Carentan), Catz (Kanton Carentan), Montmartin-en-Graignes, Saint-Hilaire-Petitville (Kanton Carentan) und Vierville (Kanton Carentan) → Carentan-les-Marais
2018: Fusion Le Hommet-d’Arthenay und Pont-Hébert → Pont-Hébert
2017: Fusion Le Mesnil-Vigot (Kanton Saint-Lô-1), Les Champs-de-Losque und Remilly-sur-Lozon (Kanton Saint-Lô-1) → Remilly Les Marais
2016: Fusion Notre-Dame-d’Elle, Précorbin (Kanton Condé-sur-Vire), Rouxeville (Kanton Condé-sur-Vire), Saint-Jean-des-Baisants (Kanton Condé-sur-Vire) und Vidouville (Kanton Condé-sur-Vire) → Saint-Jean-d’Elle